# Tội lỗi
Theo định nghĩa phổ biến nhất, tội lỗi là sự vi phạm luật lệ tôn giáo hay đạo đức. Nói cách khác, bất kỳ ý tưởng, lời nói, hành động nào bất xứng, đáng hổ thẹn, gây tổn thương cho người khác, hoặc làm xa cách người này với người kia là tội lỗi.
Theo quan điểm Kitô giáo, tội lỗi là bất cứ điều gì không phù hợp với ý chỉ của Thiên Chúa; đặc biệt là sự cố ý xem thường những chuẩn mực được mặc khải bởi Thiên Chúa, và làm con người xa cách Thiên Chúa. Qua tội lỗi xảy ra sự phạm tội, và xứng hiệp với tội đã phạm là sự trừng phạt. Sự đền tội là một ý niệm về sự công bình và lòng thương xót, là sự trả giá thay cho tội lỗi của một người. Ý nghĩa của sự đền tội được thể hiện trong truyền thống dâng sinh tế trong Do Thái giáo. Sự đền tội thay cho loài người qua Đấng Messiah hay "Đấng Kitô" như Chúa đã hứa ban cho dân Do Thái được ứng nghiệm trong sự chết của Đức Giê-su Kitô, theo Đức Tin Kitô giáo. Ăn năn là hành động dứt khoát tránh xa tội lỗi và quay trở lại với Thiên Chúa.

## Từ nguyên

### Trong các ngôn ngữ châu Âu
Từ tội lỗi trong tiếng Anh, sin, đến từ tiếng Anh cổ synn. Trong các ngôn ngữ thuộc nhóm German như tiếng Bắc Âu cổ là synd, hoặc Sunde trong tiếng Đức, có nghĩa là "thật như vậy", ấy là "sự cáo buộc đã được chứng thực". Từ này trong tiếng Hi Lạp hamartia, thường được dịch là tội lỗi trong Tân Ước, mang ý nghĩa "bất xứng" hoặc "không đạt yêu cầu".

## Do Thái giáo
Theo quan điểm Do Thái giáo (Judaism), tội lỗi là vi phạm điều răn của Thiên Chúa. Do Thái giáo dạy rằng tội lỗi là một hành động, không phải là một trạng thái. Nhân loại được tạo dựng vốn có khuynh hướng về tội lỗi ("vì tâm tánh loài người vẫn xấu xa từ khi còn tuổi trẻ", Sáng thế ký 8. 21), nhưng cũng có khả năng khống chế khuynh hướng này ("tội lỗi rình đợi trước cửa, thèm ngươi lắm; nhưng ngươi phải thắng hơn", Sáng thế ký 4.7), và có quyền tự do chọn lựa giữa điều tốt và cái xấu ("Hãy tránh điều dữ và làm điều lành, thì sẽ được ở đời đời" Thi thiên 37.27). Do Thái giáo sử dụng thuật ngữ "tội lỗi" bao hàm sự vi phạm luật pháp Do Thái, không đồng nghĩa với sự suy đồi đạo đức. Theo bách khoa toàn thư Do Thái, "Con người chịu trách nhiệm về tội lỗi bởi vì con người được ban cho ý chí tự do ("behirah"); nhưng bản chất con người là yếu đuối: "Vì tâm tánh loài người vẫn xấu xa từ khi còn tuổi trẻ" (Sáng thế ký 8.21; Yoma 20a; Sanh. 105a). Vì vậy, Thiên Chúa, bởi lòng thương xót của Ngài, cho phép con người ăn năn và được tha thứ. Do Thái giáo cho rằng mọi người đều phạm tội vào những thời điểm khác nhau trong suốt cuộc đời, và tin rằng Thiên Chúa vừa công bình vừa thương xót.
Từ aveira trong tiếng Hebrew chỉ mọi loại tội lỗi. Lập nền trên Kinh Thánh Hebrew, Do Thái giáo miêu tả ba cấp độ của tội lỗi.
- Pesha hay Mered – tội cố ý; hành động phạm tội xuất phát từ tấm lòng chống nghịch Thiên Chúa;
- Avon - Tội do dâm dục hoặc do cảm xúc không kềm chế được. Ấy là sự phạm tội có ý thức, nhưng không phải từ sự phản nghịch Thiên Chúa;
- Cheit - Tội lỗi do vô tình.

Do Thái giáo tin rằng không ai là trọn vẹn, mọi người đều phạm tội và phạm tội nhiều lần. Dù vậy, có một vài tội (avon hoặc cheit) không bị đoán phạt đến nỗi hư mất; chỉ có một hoặc hai trọng tội là có thể dẫn con người đến sự đoán phạt trong hoả ngục theo khái niệm được miêu tả trong Kinh Thánh. Theo quan điểm của Rabbeinu Tam trong kinh Talmud Babylon (tractate Rosh HaShanah 17b), Thiên Chúa có mười ba thuộc tính của lòng thương xót:
1. Thiên Chúa thương xót trước khi một người phạm tội, ngay cả khi Thiên Chúa biết người ấy có khả năng phạm tội.
2. Thiên Chúa thương xót tội nhân ngay cả sau khi người ấy phạm tội.
3. Thiên Chúa bày tỏ lòng thương xót trong những trường hợp mà con người không dám mong đợi được thương xót hoặc không xứng đáng với sự thương xót.
4. Thiên Chúa đầy lòng thương xót và luôn gia ơn để giảm nhẹ sự trừng phạt tội lỗi.
5. Ân sủng của Thiên Chúa dành cho những người không xứng đáng.
6. Thiên Chúa chậm giận.
7. Sự nhân từ của Thiên Chúa là dư dật.
8. Thiên Chúa là đấng chân thật, do đó chúng ta có thể tin cậy vào lời hứa của Ngài tha thứ người có tội biết ăn năn.
9. Sự nhân từ của Thiên Chúa dành cho hậu duệ của người công chính, như trong trường hợp của các tổ phụ (Abraham, Isaac và Jacob), dòng dõi của các vị này hưởng phước lành từ tổ phụ của mình.
10. Thiên Chúa tha thứ những tội cố tình nếu người phạm tội ăn năn.
11. Thiên Chúa tha thứ tội cố tình chọc giận Ngài nếu tội nhân ăn năn.
12. Thiên Chúa tha thứ tội lỗi do sai lầm.
13. Thiên Chúa xoá sạch mọi tội khi tội nhân ăn năn.

Bởi vì người Do Thái được đòi hỏi phải trở nên giống Thiên Chúa, imitatio Dei, các rabbi đem mười ba thuộc tính kể trên vào bộ luật Do Thái cùng các ứng dụng dành cho bộ luật.
Trong một tác phẩm tôn giáo kinh điển, Midrash, Avot de Rabbi Natan viết:
Một lần ở Jerusalem, khi Rabban Yochanan ben Zakkai đang rảo bước với Rabbi Yehoshua đến Đền thờ tại Jerusalem, khi ấy chỉ còn là một phế tích. "Khốn nạn cho chúng ta", Rabbi Yehosua than khóc, "vì ngôi nhà này, nơi đại lễ chuộc tội được hiến tế cho dân tộc Israel, nay chỉ là một nơi hoang tàn!". Nhưng Rabban Yochanan đáp lời, "Còn có một lễ chuộc tội khác cho chúng ta, cũng quan trọng không kém, ấy là thực hành gemilut hasadim (lòng nhân ái), như đã được chép trong Kinh Thánh, 'Ta muốn lòng nhân từ, không muốn của tế lễ'".
Kinh Talmud Babylon dạy rằng "Rabbi Yochanan và Rabbi Eleazar giải thích rằng khi đền thờ chưa bị phá huỷ, bàn thờ là nơi dâng tế lễ chuộc tội cho Israel, nhưng nay, có một bàn thờ chuộc tội khác, ấy là khi người nghèo được mời làm khách viếng nhà" (Tractate Berachot, 55a).
Giáo nghi truyền thống của Những ngày Kính sợ - Days of Awe (những ngày lễ trọng: Rosh Hashanah và Yom Kippur) chép rằng cầu nguyện, ăn năn và làm từ thiện (tzedakak) là cách bày tỏ sự ăn năn tội lỗi. Trong Do Thái giáo, tội lỗi phạm với người khác (không phải phạm với Thiên Chúa hoặc chỉ phạm tội trong lòng) trước tiên phải được sửa chữa bằng hết sức mình; nếu không chịu tận lực sống ngay thật và từ bỏ tội lỗi, thì không thể được xem là ăn năn thật.

### Khái niệm về chuộc tội
Khái niệm về sự chuộc tội được luận giải trong Kinh Thánh Hebrew, tức Cựu Ước của Cơ Đốc giáo. Nghi lễ chuộc tội được thực hiện trong Đền thờ tại Jerusalem, cử hành bởi các tư tế Do Thái (Kohanim). Thánh lễ bao gồm ngân tụng, cầu nguyện và dâng hiến sinh tế (korbanot). Lễ Yom Kippur, Đại lễ Chuộc tội, được miêu tả trong chương 15 của sách Lê vi ký. Sinh tế là một con dê đực gọi là Azazel, bị đuổi vào hoang mạc là một phần trong nghi thức (Lê vi ký 16. 20-22)

## Kitô giáo

### Tổng quan
Theo Kitô giáo phương Tây, tội lỗi nghĩa là phạm luật pháp (của Thiên Chúa) hoặc vi phạm giao ước, do đó sự cứu rỗi thường được nhìn nhận trong khía cạnh luật pháp, trong khi theo Kitô giáo phương Đông, tội lỗi được xem xét theo sự tác động của nó vào mối tương giao, giữa người với người, và giữa người với Thiên Chúa.
Theo Kinh Thánh, tội lỗi tức là không chịu bước đi theo sự dẫn dắt của Thiên Chúa. Khái niệm này đến từ câu chuyện của Adam và Eva trong Sáng thế ký. Adam và Eva bất tuân mệnh lệnh của Chúa bằng cách ăn trái cây biết điều thiện và điều ác. Như vậy, vào thời điểm Adam và Eva ăn trái cây giữa vườn – là trái mà Chúa cấm họ ăn – sự chết, như là hậu quả tất yếu của tội lỗi, bước vào; hành động của họ thể hiện lòng bất phục, vì họ nghĩ rằng sau khi ăn trái cấm họ sẽ trở nên giống như Thiên Chúa, và đó là tội lỗi. Do Adam là người trực tiếp nhận mệnh lệnh của Thiên Chúa, người ta tin rằng Adam là người chịu trách nhiệm chính cho việc thâm nhập của tội lỗi, nên sự kiện sa ngã của loài người vẫn thường được gọi là "Tội nguyên tổ". Tội của Adam khiến ông và hậu duệ bị tước đoạt quyền tiếp cận cây sự sống, do đó tuổi đời của loài người bị giới hạn. "Vì một người duy nhất, mà tội lỗi đã xâm nhập trần gian, và tội lỗi gây nên sự chết; như thế, sự chết đã lan tràn tới mọi người, bởi vì mọi người đã phạm tội." (Rôma 5:12). Theo thần học Kitô giáo, cái chết của Đức Giê-su trên cây thập tự có quyền hóa giải tội nguyên tổ, "Quả thế, như mọi người vì liên đới với A-đam mà phải chết, thì mọi người nhờ liên đới với Đức Ki-tô, cũng được Thiên Chúa cho sống." (1Corinthians 15:22).
Nguyên ngữ Hi văn của từ "tội lỗi" trong Tân Ước là hamartia, dịch sát nghĩa là trượt mục tiêu. Theo quan điểm Kitô giáo, sự cứu rỗi được xem xét trong ý nghĩa của sự phục hòa với Thiên Chúa và sự thiết lập mối tương giao mật thiết với Chúa Giê-su Thư thứ nhất Thánh Gioan chương 3 câu 4 viết:"Phàm ai phạm tội thì cũng chống lại luật Thiên Chúa, vì tội lỗi chống lại luật Thiên Chúa.". Một câu Kinh Thánh khác, La Mã 6:23, giúp soi sáng ý nghĩa của giáo lý này, "lương bổng mà tội lỗi trả cho người ta, là cái chết; còn ân huệ Thiên Chúa ban không, là sự sống đời đời trong Đức Ki-tô Giê-su, Chúa chúng ta." Lập nền trên Kinh Thánh, cả Kitô giáo giáo phương Đông và phương Tây đều đồng ý rằng tội lỗi là rào cản ngăn con người thụ hưởng mối tương giao trọn vẹn với Thiên Chúa. Song Tin Mừng Gioan 3:16 khẳng định, "Thiên Chúa yêu thế gian đến nỗi đã ban Con Một, để ai tin vào Con của Người thì khỏi phải chết, nhưng được sống muôn đời."

### Công giáo
Thần học Công giáo phân biệt tội cá nhân với tội tổ tông (nguyên tội). Trong tội cá nhân có trọng tội và khinh tội.
Tội chết là trọng tội, khi người phạm tội ý thức về hành vi phạm tội và biết là nghiêm trọng, mà vẫn hành động với sự đồng thuận có ý thức. Tội đáng chết loại trừ tội nhân khỏi ân điển của Thiên Chúa; nó chính là hành động khước từ Thiên Chúa. Nếu không được phục hoà với Thiên Chúa, người phạm tội chết sẽ bị trừng phạt nơi Hoả ngục.
Khinh tội là tội không đến nỗi chết. Đây không phải là tội trọng, còn nếu là tội trọng, người phạm tội không nhận thức đó là tội trọng, hoặc hành động mà không có sự đồng thuận. Người phạm tội không bị chia lìa khỏi ân điển như trường hợp của người khước từ Thiên Chúa. Dù vậy, khinh tội làm tổn thương mối quan hệ giữa người phạm tội và Thiên Chúa, như thế người ấy cần được phục hoà với Thiên Chúa, hoặc qua thánh lễ hoà giải hoặc nhận Bí tích Thánh thể.
Cả trọng tội lẫn khinh tội đều dẫn đến sự trừng phạt trong hai phương diện: sự đoán phạt đời đời và sự đoán phạt trong đời này. Ngục luyện tội và phép giải tội là giải pháp cho sự đoán phạt trong đời này mà vẫn bảo đảm sự công chính của Thiên Chúa.

### Chính Thống giáo Đông phương
Theo Chính Thống giáo Đông phương, tội lỗi là hậu quả của sự sa ngã của loài người, mà cũng là hành động phạm tội của cá nhân. Trong nhiều phương diện, quan điểm về tội lỗi của Cơ Đốc giáo phương Đông tương tự với Do Thái giáo, mặc dù Chính Thống giáo không phân biệt rạch ròi các "cấp độ" của tội lỗi.

### Kháng Cách
Thần học Kháng Cách dạy rằng, do nguyên tội (tội tổ tông), con người đánh mất mọi khả năng hoà giải với Thiên Chúa . Thật vậy, tội lỗi bẩm sinh này đã chia lìa loài người khỏi Thiên Chúa mà khiến con người tự tôn chính mình và tham dục của mình . Như thế, chỉ nhờ sự cứu chuộc của Thiên Chúa dành cho tội nhân đang sống trong vô vọng, người ấy mới có thể phục hồi mối tương giao với Thiên Chúa qua sự chết chuộc tội của Chúa Giê-xu. Được cứu rỗi là chỉ bởi đức tin (sola fide); chỉ bởi ân điển (sola gratia); được khởi đầu và hoàn tất chỉ bởi Thiên Chúa qua Chúa Giê-xu .(Xem Năm Tín lý Duy nhất). Luận điểm này về nguyên tội (Romans 5. 12-19) nối kết chặt chẽ với thần học Calvin (sự sa ngã hoàn toàn) và Giáo hội Luther. Thần học Calvin công nhận sự tốt lành của con người qua đức tin vào ân điển chung của Thiên Chúa. Thần học Giám Lý chấp nhận ý niệm cho rằng con người, dù hoàn toàn tội lỗi và suy đồi, vẫn có thể làm việc lành qua ân điển tiên kiến của Thiên Chúa.
Quan điểm này khác với giáo huấn Công giáo cho rằng trong khi tội lỗi làm hoen ố sự tốt lành nguyên thủy của loài người trước khi sa ngã, lại không dập tắt hoàn toàn sự tốt lành, hoặc ít nhất là vẫn tồn tại sự tốt lành tiềm ẩn, khiến con người vẫn còn có khả năng tìm đến Thiên Chúa để chia sẻ sự cứu rỗi mà Chúa Giê-xu đã giành được cho họ.
Mặc dù vẫn còn tranh luận về nguồn gốc của tội lỗi, nhiều người trích dẫn chương 28 của sách Ezekiel trong Kinh Thánh, cho rằng tội lỗi đến từ Satan khi Satan tham muốn địa vị tể trị của Thiên Chúa.

### Các loại tội
- Nguyên tội - Hầu hết các giáo phái thuộc Cơ Đốc giáo đều giải thích ký thuật của sách Sáng thế ký về biến cố xảy ra trong vườn Eden là sự sa ngã của loài người. Hành động bất tuân của Adam và Eva là tội lỗi đầu tiên con người phạm phải, nguyên tội này (hoặc hiệu ứng của tội lỗi) truyền cho hậu duệ (hoặc trở nên một phần của môi trường sống). Xem: sự sa ngã toàn diện
- Dâm dục
- Khinh tội
- Trọng tội

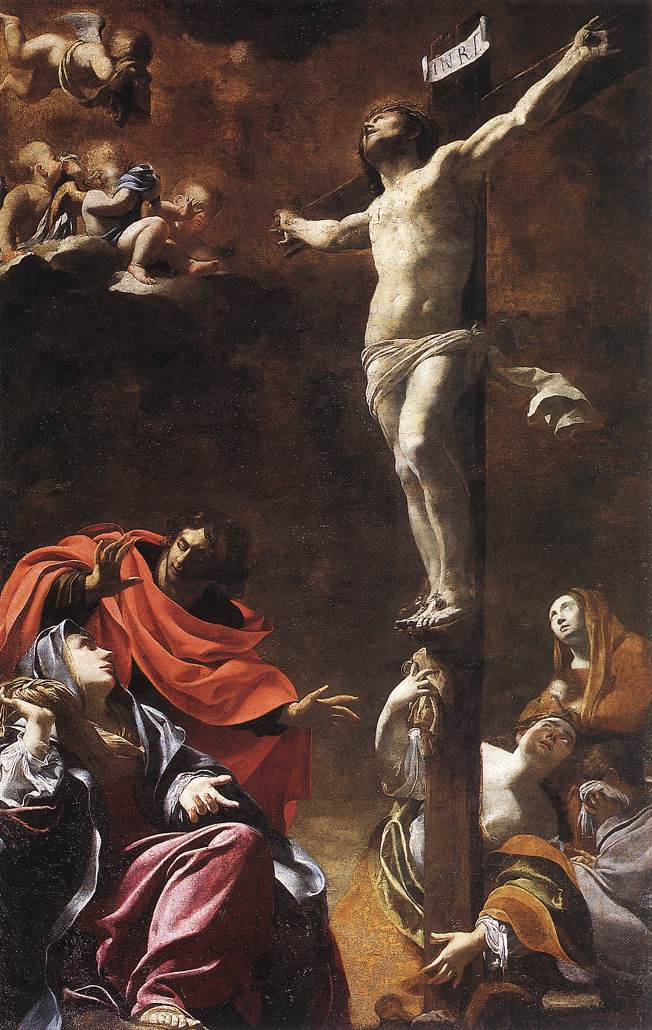
Chúa bị đóng đinh, tranh của Vouet, 1622, Genoa

- Tội đời đời - thường gọi là tội không thể tha thứ (Matthew 12. 31 "Nếu ai nói phạm đến Con người, thì sẽ được tha; song nếu ai nói phạm đến Chúa Thánh Linh, thì dù đời này hay đời sau cũng sẽ chẳng được tha") - có lẽ là điều thu hút nhiều tranh luận nhất - do tội này mà người phạm tội trở nên bội đạo, mãi mãi từ bỏ cuộc sống đức tin và những trải nghiệm về sự cứu rỗi.

### Về sự chuộc tội hoặc cứu chuộc khỏi tội lỗi
Theo Cơ Đốc giáo, sự chuộc tội là sự cứu rỗi thực hiện bởi Chúa Giê-xu Cơ Đốc qua sự chết trên thập tự giá và sự sống lại của Ngài. Đức tin Cơ Đốc khởi đầu với sự mặc định rằng Chúa Giê-xu chết trên thập tự giá như một sinh tế để giải thoát tội nhân khỏi gánh nặng tội lỗi.
Khi con người bị chia lìa khỏi Thiên Chúa qua hành động bất tuân của Adam trong vườn Eden, một sự ngăn cách hiện hữu giữa con người và Thiên Chúa. Đã có ghi chép trong Cựu Ước về những nghi thức hiến tế nhằm chuộc tội cho loài người, là hình ảnh tiên báo về Chúa Giê-xu đến thế gian, theo ý muốn của Thiên Chúa, để loài người có thể phục hoà với Thiên Chúa. Cần có một đấng trung bảo đến để thực hiện sự hoà giải này, và để cất bỏ tội lỗi khỏi nhân gian. Khi con người hoàn toàn tuyệt vọng trong nỗ lực đạt đến sự toàn hảo, Thiên Chúa sai Con Ngài, Chúa Giê-xu Cơ Đốc, đến làm đấng trung bảo.
Có thể minh hoạ điều này bằng cách liên tưởng đến hình ảnh con sông chảy giữa hai dãy núi đá. Một bên là nhân loại, bên kia là Thiên Chúa. Con người không thể xây cầu vượt sông, vì con người là bất toàn, còn Thiên Chúa là trọn vẹn. Vì vậy, Thiên Chúa là đấng bắt cầu nối kết con người với Thiên Chúa, thể hiện tình yêu của Ngài dành cho nhân loại.